# Cementerio de Disidentes
El Cementerio de Disidentes o Cementerio inglés es un cementerio ubicado en el cerro Panteón de la ciudad chilena de Valparaíso, al frente del Cementerio N° 1 y a un costado del Parque Cultural de Valparaíso, antigua Cárcel Pública de la ciudad. Fue construido en 1825 para albergar los restos de residentes británicos y europeos que por su fe protestante diferían de la religión oficial del Estado, representada por la Iglesia católica. Durante treinta años, este fue el único cementerio de Chile donde podían sepultar a personas de otras religiones distintas de la católica.

## Historia
Para el año 1800,  los inmigrantes que llegaban a Valparaíso y que no eran católicos no eran aceptados en los cementerios de ese credo y eran sepultados en los acantilados del cerro Playa Ancha o en el fuerte del cerro Cordillera. Es así como en 1823 el cónsul británico George Seymour, con la ayuda del intendente Robert Simpson, compraron un terreno al costado de la cárcel para construir un cementerio especial para los «disidentes» de la religión católica.
En el año 1883 se terminó la discriminación religiosa en los cementerios fiscales y municipales, con las leyes laicas. Hasta ese año el Cementerio de Disidentes albergó fallecidos de otras ciudades como Santiago y La Serena.
En el año 2011, en marco del plan de la recuperación del cementerio, se habilitó una plaza memorial del inmigrante.

## Arquitectura y monumentos
El cementerio se divide en ocho cuarteles y cuenta con cerca de 800 sepulturas. En el interior se encuentra un monumento en memoria de los fallecidos en el hundimiento de la fragata estadounidense Essex en 1814 por los buques ingleses Cherub y Phoeb. También se encuentra el monumento levantado en 1881 al reverendo Dr. David Trumbull, fundador de la Iglesia Presbiteriana en la ciudad.